# Chinese Super League (2014)
Rozgrywki 2014 były 11. sezonem w historii profesjonalnej Super League. Tytułu mistrzowskiego broniło Guangzhou Evergrande. Sezon toczył się systemem kołowym. Udział w nim wzięło czternaście zespołów z poprzednich rozgrywek i dwie drużyny, które awansowały z China League One. Po sezonie z ligi spadły zespoły Dalian A’erbin i Harbin Yiteng. Mistrzostwo po raz czwarty z rzędu zdobyła drużyna Guangzhou Evergrande.

## Zespoły
| Uczestnicy poprzedniej edycji                                                                                 | Uczestnicy poprzedniej edycji | Uczestnicy poprzedniej edycji | Uczestnicy poprzedniej edycji |
| --- | ----------------------------- | ----------------------------- | ----------------------------- |
| GUO | Beijing Guo’an                |                               |                               |
| YAT | Changchun Yatai               |                               |                               |
| DAA | Dalian A’erbin                |                               |                               |
| GZE | Guangzhou Evergrande          |                               |                               |
| GRF | Guangzhou R&F                 |                               |                               |
| GUI | Guizhou Renhe                 |                               |                               |
| HGR | Hangzhou Greentown            |                               |                               |
| JIA | Jiangsu Suning                |                               |                               |
| LWH | Liaoning Whowin               |                               |                               |
| SLT | Shandong Luneng Taishan       |                               |                               |
| SSH | Shanghai Shenhua              |                               |                               |
| SHE | Shanghai Shenxin              |                               |                               |
| SIP | Shanghai SIPG                 |                               |                               |
| TED | Tianjin Teda                  |                               |                               |
| Awans z China League One 2013                                                                                 |                               |                               |                               |
| HAR | Harbin Yiteng                 |                               |                               |
| HEN | Henan Jianye                  |                               |                               |
| Oznaczenia: - kolumna pierwsza – skróty nazw drużyn, - kolumna trzecia – miejsce zajęte w poprzednim sezonie. |                               |                               |                               |

## Tabela
| Lp. | Drużyna                  | M  | Z  | R  | P  | Bramki | Bramki | Różn. | Pkt | Uwagi                                                      | Bezpośrednio                                                          |
| --- | ------------------------ | -- | -- | -- | -- | ------ | ------ | ----- | --- | ---------------------------------------------------------- | --------------------------------------------------------------------- |
| 1   | Guangzhou Evergrande (M) | 30 | 22 | 4  | 4  | 76     | 28     | +48   | 70  | Liga Mistrzów AFC • Faza grupowa                           |                                                                       |
| 2   | Beijing Guo’an           | 30 | 21 | 4  | 5  | 50     | 25     | +25   | 67  | Liga Mistrzów AFC • 3QR                                    |                                                                       |
| 3   | Guangzhou R&F            | 30 | 17 | 6  | 7  | 67     | 39     | +28   | 57  | Liga Mistrzów AFC • 2QR                                    |                                                                       |
| 4   | Shandong Luneng Taishan  | 30 | 12 | 12 | 6  | 41     | 29     | +12   | 48  | Liga Mistrzów AFC • Faza grupowa1                          | Shandong Luneng Taishan 3-3 Shanghai SIPG 0-0 Shandong Luneng Taishan |
| 5   | Shanghai SIPG            | 30 | 12 | 12 | 6  | 47     | 39     | +8    | 48  |                                                            | Shandong Luneng Taishan 3-3 Shanghai SIPG 0-0 Shandong Luneng Taishan |
| 6   | Guizhou Renhe            | 30 | 11 | 8  | 11 | 33     | 35     | −2    | 41  |                                                            |                                                                       |
| 7   | Tianjin Teda             | 30 | 10 | 9  | 11 | 41     | 44     | −3    | 39  |                                                            |                                                                       |
| 8   | Jiangsu Suning           | 30 | 9  | 10 | 11 | 37     | 45     | −8    | 37  |                                                            |                                                                       |
| 9   | Shanghai Shenhua         | 30 | 8  | 11 | 11 | 33     | 45     | −12   | 35  |                                                            |                                                                       |
| 10  | Liaoning Whowin          | 30 | 8  | 9  | 13 | 33     | 48     | −15   | 33  | Shanghai Shenxin 0-0 Liaoning Whowin 3-0 Shanghai Shenxin  |                                                                       |
| 11  | Shanghai Shenxin         | 30 | 9  | 6  | 15 | 26     | 42     | −16   | 33  | Shanghai Shenxin 0-0 Liaoning Whowin 3-0 Shanghai Shenxin  |                                                                       |
| 12  | Hangzhou Greentown       | 30 | 8  | 8  | 14 | 43     | 60     | −17   | 32  | Changchun Yatai 2-3 Hangzhou Greentown 1-1 Changchun Yatai |                                                                       |
| 13  | Changchun Yatai          | 30 | 8  | 8  | 14 | 33     | 40     | −7    | 32  | Changchun Yatai 2-3 Hangzhou Greentown 1-1 Changchun Yatai |                                                                       |
| 14  | Henan Jianye             | 30 | 6  | 12 | 12 | 32     | 39     | −7    | 30  |                                                            |                                                                       |
| 15  | Dalian A’erbin (S)       | 30 | 6  | 11 | 13 | 32     | 45     | −13   | 29  | Spadek do China League One                                 |                                                                       |
| 16  | Harbin Yiteng (S)        | 30 | 5  | 6  | 19 | 35     | 56     | −21   | 21  | Spadek do China League One                                 |                                                                       |

## Najlepsi strzelcy
| Poz. | Zawodnik             | Zespół                        | Bramki |
| ---- | -------------------- | ----------------------------- | ------ |
| 1    | Elkeson              | Guangzhou Evergrande          | 28     |
| 2    | Abderrazak Hamdallah | Guangzhou R&F FC              | 22     |
| 3    | Tobias Hysén         | Shanghai SIPG                 | 19     |
| 4    | Anselmo Ramon        | Hangzhou Greentown            | 16     |
| 5    | Dejan Damjanović     | Jiangsu Suning/Beijing Guo’an | 15     |
| 6    | Davi                 | Guangzhou R&F FC              | 14     |
| 7    | Vágner Love          | Shandong Luneng Taishan       | 13     |
| 8    | Bruno Meneghel       | Dalian A’erbin                | 12     |
| 8    | Wu Lei               | Shanghai SIPG                 | 12     |
| 10   | Dori                 | Harbin Yiteng                 | 11     |
| 10   | James Chamanga       | Liaoning Whowin               | 11     |